# HMS Royal Sovereign (1891)
Le Royal Sovereign, également HMS Royal Sovereign, était un cuirassé (navire de ligne) et principal navire de la classe du même nom dans la marine britannique qui était en service entre 1892 et 1909.

## Histoire
Le Royal Sovereign, septième navire du nom à servir dans la Royal Navy , a été mis sur cale le 30 septembre 1889, lancé le 26 février 1891, baptisé par la reine Victoria et mis en service le 31 mai pour servir dans la flotte de la Manche. Là, le Royal Sovereign a remplacé le Camperdown comme navire amiral de l'escadre de la Manche. A partir de ce moment et jusqu'au 13 août 1892, il servit de navire amiral de la « flotte rouge » et participa aux manœuvres annuelles au large des côtes irlandaises. Du 27 juillet au 6 août 1893, il servit à nouveau de navire amiral de la « flotte rouge » et participa aux manœuvres en mer d'Irlande et à l'approche de l'ouest. Afin de réduire sa tendance au roulis, il fut équipé de quilles pendulaires de 1894 à 1895. En juin 1895, le Royal Sovereign fit partie, avec trois de ses sister-ships, d'une escadre de la marine britannique qui participa à l'ouverture du canal Kaiser-Wilhelm en Allemagne. Durant la troisième semaine de juillet 1896, le navire participa, en tant que membre de la « flotte A », aux manœuvres annuelles en mer d'Irlande et au large de la côte sud-ouest de l'Angleterre.
Le 7 juin 1897, le Royal Sovereign fut retiré du service. Son équipage fut transféré sur le Mars, qui remplaça le Royal Sovereign dans la flotte de la Manche. Dès le lendemain, le Royal Sovereign reprenait du service pour remplacer à son tour le Trafalgar en Méditerranée. Avant de partir pour sa nouvelle affectation, le Royal Sovereign participa le 26 juin à la revue navale devant Spithead à l'occasion du jubilé de diamant de la reine Victoria. Du 7 au 11 juillet, il a participé aux manœuvres au large des côtes irlandaises. En septembre, le navire prit la mer pour rejoindre l'escadre méditerranéenne. Le 18 janvier 1899, le Royal Sovereign devint le navire amiral du contre-amiral Gerard Noel, commandant adjoint de l'escadre méditerranéenne. Deux jours plus tard, le capitaine Charles Henry Adair prit le commandement du Royal Sovereign. En février, il visita Naples, Gênes, Palerme et Syracuse. Le 14 juillet, le Royal Sovereign fit escale à Fiume pour un séjour de cinq jours. Le 28 juillet, un membre de l'équipage du navire de ligne trouva la mort dans un accident avec l'un des canons. Il fut enterré en mer le soir même.
Le 9 novembre 1901, l'un des canons de 152 mm, dont la culasse n'avait pas été complètement fermée, explosa au large de la Grèce. Un officier et cinq soldats des Royal Marines furent tués, un autre officier (Robert Arbuthnot) et 19 marins furent blessés.Frederick Inglefield prit le commandement du Royal Sovereign le 26 novembre 1901. Après avoir été remplacé par le London, le navire quitta Gibraltar pour la Grande-Bretagne le 9 juillet 1902, où il entra à Portsmouth cinq jours plus tard. Il servit de navire amiral à Charles Frederick Hotham, commandant en chef de Portsmouth, lors de la revue navale organisée à Spithead le 16 août 1902 à l'occasion du couronnement du roi Édouard VII. À partir du 30 août, le Royal Sovereign fut utilisé comme navire de garde dans le port de Portsmouth et, du 5 au 9 août 1903, il participa à des manœuvres au large des côtes portugaises. Il fut ensuite retiré du service et révisé jusqu'en 1904. Le 9 février 1907, le Royal Sovereign a été utilisé comme navire de réserve pour des missions spéciales. En avril 1909, il fut affecté, avec d'autres navires de ce type, à la quatrième division de la Home Fleet. En septembre 1909, le Royal Sovereign fut définitivement retiré du service et vendu le 7 octobre 1913 à G. Clarkson & Son pour 40.000 £. La société revendit le navire à GB Berterello à Gênes, où il fut finalement démantelé.

## Technique
Le navire avait une longueur totale de 125 m, une longueur entre perpendiculaires de 115,80 m, une largeur de 22,90 m et un tirant d'eau de 8,40 m. Son déplacement était compris entre 14.490 tonnes et 15.098 tonnes. Son équipage était composé de 670 officiers et membres d'équipage. Les coûts de construction s'élevèrent à 913.986 livres.

### Propulsion
Le Royal Sovereign était équipé de deux moteur à triple expansion composés à 3 cylindres de Humphrys & Tennant, entraînant chacun un arbre et développant au total 9.000 hp (6.619 kW), avec lesquels le navire atteignait une vitesse maximale de 16 nœuds (30 km/h). La vapeur était fournie par huit chaudières cylindriques. Le navire pouvait transporter un maximum de 1.513 tonnes de charbon, ce qui lui permettait de parcourir 4 720 milles marins (8 740 km) à 10 nœuds (19 km/h). En activant les ventilateurs de tirage par aspiration, il était possible de créer une dépression dans les chaudières (chaudière à tirage forcé), ce qui augmentait la puissance à 11.000 CV (8.200 kW) et la vitesse maximale à 17,5 nœuds (32,4 km/h). Après avoir été le premier navire de sa catégorie à être construit, le Royal Sovereign a été soumis à une longue série d'essais dont il ne reste que peu de données. Avec 9 661 CV (7 204 kW) à pression normale, il a atteint 16,41 nœuds (30,39 km/h) en huit heures et avec 13 360 CV (9 960 kW) à traction forcée, il a atteint 18 nœuds (33 km/h ;) pendant trois heures. On a observé que certains tubes de chaudière se fissuraient et fuyaient sous l'effet de cette charge ; la marine a alors décidé de ne pas charger les chaudières de la classe Royal-Sovereign au-delà de 11 000 CV afin d'éviter des dommages similaires.

### Armement
L'armement principal du Royal Sovereign était constitué de quatre canons de 343 mm répartis dans deux barbettes, une à l'avant et une à l'arrière des superstructures. Chaque canon tirait 80 coups. Les obus de 570 kg tirés par ces canons pouvaient percer 711 mm de fer forgé à 910 m avec une charge de 290 kg de poudre prismatique sans fumée. Les canons avaient une portée de 10 930 m avec une élévation maximale de 13,5 degrés et une vitesse de 614 m/s à la bouche. L'armement secondaire était composé de dix canons de 152 mm à tir rapide dans des casemates, cinq sur chaque côté large. Les canons avaient une portée de 9.140 m avec une élévation maximale de 15 degrés et une vitesse de 680 m/s à la bouche. Pour la défense contre les torpilleurs, seize canons Hotchkiss de 57 mm et douze de 47 mm étaient installés, ainsi que huit mitrailleuses Maxim de 8 mm. En outre, le Royal-Sovereign disposait de sept tubes lance-torpilles de 457 mm de diamètre.

### Blindage
Le Royal Sovereign était équipé d'une ceinture de blindage de type compound. Elle s'étendait sur 76 mètres de l'avant à l'arrière de la barbette. Au milieu du navire, elle avait une épaisseur de 457 mm et se rétrécissait vers l'avant et l'arrière à 356 mm, où elle se terminait par des cloisons transversales de 406 mm à l'avant et de 356 mm à l'arrière. Au-dessus, un passage de 101 mm d'épaisseur s'étendait sur 46 m au milieu du navire, de l'intérieur de la barbette avant à l'intérieur de la barbette arrière. Les barbettes avaient une épaisseur de 406 à 431 mm. Les casemates des canons de 152 mm étaient blindées de 101 mm. La tour de commandement avant était blindée de 304 à 355 mm et la tour arrière était protégée tout autour par des plaques de blindage de 76 mm. Le navire avait deux ponts blindés, l'un de 64 mm et l'autre de 76 mm. 